# Димитър Бойчев (политик)
Вижте пояснителната страница за други личности с името Димитър Бойчев.
Димитър Бойчев Петров е български политик, народен представител от ГЕРБ в XLI народно събрание и XLII народно събрание. Димитър Бойчев е избран за областен председател на ПП ГЕРБ – Бургас през 2010 г. и заема този пост до настоящия момент.

## Биография
Димитър Бойчев Петров е роден на 28 април 1965 г. в гр. Поморие, община Поморие, област Бургас. Завършва висшето си образование в гр. Пловдив, специалност „Стопанско управление“. Притежава следдипломна квалификация в Университет за национално и световно стопанство – гр. София „Разработване и управление на европейски проекти“. По професия е мениджър, работил е в сферата на търговията, транспорта, туризма и недвижимите имоти.
През 2007 г. по време на местните избори Димитър Бойчев е втори в листата за общински съветници в община Несебър, където живее и до настоящия момент. При парламентарните избори през 2009 г. е избран за народен представител от ПП ГЕРБ от 2 МИР-Бургас. (с политическа сила: ГЕРБ 39,70%;) На 30.06. 2010 г. е избран с решение на Изпълнителна комисия на ПП ГЕРБ за областен председател на ГЕРБ-Бургас и заема тази длъжност до настоящия момент.
В XLI народно събрание Димитър Бойчев е член на парламентарната комисия по култура, гражданско общество и медии от 29.07.2009 г. до 14.07.2010 г. От 30.07.2009 г. до 14.03.2013 г. е член на парламентарната комисия по икономическа политика, енергетика и туризъм.
На предсрочните парламентарните избори през май 2013 г. е избран за народен представител от ПП ГЕРБ-Бургас в XLII НС. От 05.10.2015 г. Димитър Бойчев е член на парламентарната Комисия по икономическата политика и туризъм в XLIII народно събрание, като участва и в Комисията по енергетика.

## Семейство
Димитър Бойчев е семеен, има две деца – Бетина и Димитър Бойчев – младши.